# Tom Sanders (Basketballspieler)
Thomas Ernest „Satch“ Sanders (* 8. November 1938 in New York City) ist ein ehemaliger Basketballspieler und -trainer, der seine gesamte Karriere als Power Forward bei den Boston Celtics in der National Basketball Association (NBA) spielte. Der 1,98 m große Sanders gewann mit den Celtics zwischen 1960 und 1969 acht NBA-Meisterschaften, womit er die drittmeisten Meisterschaften in der Geschichte der Liga hat. Er war bis 2007 Vizepräsident der NBA.
Sanders wurde 2011 als Funktionär in die Naismith Memorial Basketball Hall of Fame aufgenommen.

## Spielerkarriere
Sanders wurde 1960 von Celtics-Coach Red Auerbach gedraftet. Obwohl „Satch“ in seiner Karriere weniger als 10 Punkte pro Spiel erzielte, war er aufgrund seiner Defensivstärke einer der gefürchtetsten Forwards der 1960er Jahre. Sanders bildete gemeinsam mit den ebenfalls sehr verteidigungsstarken Bill Russell (Center), K.C. Jones (Point Guard) und seinem jungen Ersatzmann John Havlicek den Kern der besten Defensive der NBA. Spielten die Celtics gegen Teams mit dominanten Forwards (z. B. die Los Angeles Lakers mit Elgin Baylor oder die New York Knicks mit Dave DeBusschere), so war es Sanders, der ihnen regelmäßig das Leben schwer machte.
Im Zeitraum von 1960 bis 1969 gewann Sanders mit den Celtics acht von neun NBA-Titeln. Nach Russells Karriereende im Jahre 1969 versanken die Celtics im Mittelmaß, doch als Sanders 1973 abtrat, ehrten ihn die Celtics, indem sein Celtics-Trikot mit der Nummer 16 für immer zurückzogen.

## Trainer- und Funktionärskarriere
Sanders coachte die Celtics in den Jahren 1978 und 1979 zweimal als Interimstrainer. Er war bis 2007 Vizepräsident der NBA und leitete das Anti-Drogen-Programm des Verbandes.
2011 wurde Sanders in die Naismith Memorial Basketball Hall of Fame aufgenommen.

## Statistiken

### Hauptrunde
| Saison  | Team   | GP  | MPG  | FG % | FT % | RPG | APG | PPG  |
| ------- | ------ | --- | ---- | ---- | ---- | --- | --- | ---- |
| 1960–61 | Boston | 68  | 15.9 | .420 | .670 | 5.7 | 0.6 | 5.3  |
| 1961–62 | Boston | 80  | 29.1 | .435 | .749 | 9.5 | 0.9 | 11.2 |
| 1962–63 | Boston | 80  | 26.9 | .456 | .738 | 7.2 | 1.2 | 10.8 |
| 1963–64 | Boston | 80  | 29.6 | .417 | .761 | 8.3 | 1.3 | 11.4 |
| 1964–65 | Boston | 80  | 30.7 | .429 | .745 | 8.3 | 1.2 | 11.8 |
| 1965–66 | Boston | 72  | 26.3 | .428 | .764 | 7.1 | 1.3 | 12.6 |
| 1966–67 | Boston | 81  | 23.8 | .428 | .817 | 5.4 | 1.1 | 10.2 |
| 1967–68 | Boston | 78  | 25.4 | .428 | .784 | 5.8 | 1.3 | 10.2 |
| 1968–69 | Boston | 82  | 26.6 | .430 | .733 | 7.0 | 1.3 | 11.2 |
| 1969–70 | Boston | 57  | 28.4 | .443 | .880 | 5.5 | 1.6 | 11.5 |
| 1970–71 | Boston | 17  | 7.1  | .364 | .875 | 1.0 | 0.6 | 2.3  |
| 1971–72 | Boston | 82  | 19.9 | .410 | .816 | 4.3 | 1.2 | 6.6  |
| 1972–73 | Boston | 59  | 7.2  | .315 | .657 | 1.5 | 0.5 | 2.0  |
| Gesamt  | Gesamt | 916 | 24.2 | .428 | .767 | 6.3 | 1.1 | 9.6  |

### Playoffs
| Saison | Team   | GP  | MPG  | FG % | FT % | RPG | APG | PPG  |
| ------ | ------ | --- | ---- | ---- | ---- | --- | --- | ---- |
| 1961   | Boston | 68  | 15.9 | .420 | .670 | 5.7 | 0.6 | 5.3  |
| 1962   | Boston | 80  | 29.1 | .435 | .749 | 9.5 | 0.9 | 11.2 |
| 1963   | Boston | 80  | 26.9 | .456 | .738 | 7.2 | 1.2 | 10.8 |
| 1964   | Boston | 80  | 29.6 | .417 | .761 | 8.3 | 1.3 | 11.4 |
| 1965   | Boston | 80  | 30.7 | .429 | .745 | 8.3 | 1.2 | 11.8 |
| 1966   | Boston | 72  | 26.3 | .428 | .764 | 7.1 | 1.3 | 12.6 |
| 1967   | Boston | 81  | 23.8 | .428 | .817 | 5.4 | 1.1 | 10.2 |
| 1968   | Boston | 78  | 25.4 | .428 | .784 | 5.8 | 1.3 | 10.2 |
| 1969   | Boston | 82  | 26.6 | .430 | .733 | 7.0 | 1.3 | 11.2 |
| 1972   | Boston | 82  | 19.9 | .410 | .816 | 4.3 | 1.2 | 6.6  |
| 1973   | Boston | 59  | 7.2  | .315 | .657 | 1.5 | 0.5 | 2.0  |
| Gesamt | Gesamt | 130 | 23.5 | .436 | .716 | 5.8 | 1.0 | 8.8  |